# 棋王賽 (中國圍棋會)
棋王賽是台灣的一项围棋头衔赛由民生報、中國圍棋會主辦，於1979年開辦，1989年停辦，為中國圍棋會三大棋賽之一。

## 沿革
- 1979年第一屆：
  - 民生報及中國圍棋會主辦
  - 採單循環制，周咸亨，陳永安，蔡登閣三人皆為六勝二負，三人單循環加賽，陳永安二勝成為首屆棋王
- 1980年第二屆：
  - 首採挑戰制七番勝負
- 1989年第11屆：
  - 中國圍棋會"打麻將事件"，應昌期下令停辦三大新聞棋賽與品位賽，4月中國圍棋會召開董事會，宣佈恢復三大棋賽，品位賽仍不恢復，但民生報不同意恢復棋王賽，棋王賽停辦。

## 歷屆棋王
- 周咸亨後改名為周奎宏，之後再改名為周序鋒。

| 期 | 年份   | 棋王        | 比分    | 亞軍        |
| -- | ------ | ----------- | ------- | ----------- |
| 1  | 1979年 | 陳永安 職業 | 加賽2:1 | 周咸亨 職業 |
| 2  | 1980年 | 陳永安 職業 | 4:1     | 周咸亨 職業 |
| 3  | 1981年 | 陳長清 職業 | 4:2     | 陳永安 職業 |
| 4  | 1982年 | 陳長清 六品 | 4:3     | 陳永安 八品 |
| 5  | 1983年 | 陳長清 六品 | 4:2     | 陳永安 八品 |
| 6  | 1984年 | 陳長清 六品 | 4:1     | 林聖賢 九品 |
| 7  | 1985年 | 陳永安 五品 | 4:1     | 陳長清 六品 |
| 8  | 1986年 | 周咸亨 四品 | 4:3     | 陳永安 五品 |
| 9  | 1987年 | 周咸亨 四品 | 4:1     | 林聖賢 四品 |
| 10 | 1988年 | 周咸亨 四品 | 4:1     | 陳長清 四品 |
| 11 | 1989年 | 周咸亨 四品 | 4:0     | 陳長清 四品 |